# روبرت آقاساریان
روبرت روبنی آقاساریان (ارمنی: Ռոբերտ Ռուբենի Աղասարյան؛ زادهٔ ۱ مارس ۱۹۹۴) شطرنج‌باز اهل ارمنستان است که در می ۲۰۱۵ از سوی فیده عنوان استادبزرگ شطرنج را کسب نموده است. در تاریخ ژوئن ۲۰۱۸ در رده‌بندی الو دارای امتیاز ۲۵۳۷ بوده‌است.
| به‌دلیل برخی مشکلات فنی، نمودارها موقتاً قابل مشاهده نیستند. اطلاعات بیشتر پیرامون این مشکل در فابریکاتور و وبگاه مدیاویکی در دسترس است. | |
| | به‌دلیل برخی مشکلات فنی، نمودارها موقتاً قابل مشاهده نیستند. اطلاعات بیشتر پیرامون این مشکل در فابریکاتور و وبگاه مدیاویکی در دسترس است. |